# Новогалещинська селищна територіальна громада
Новогалещинська селищна територіальна громада — територіальна громада в Україні, на територіях Козельщинського та Кременчуцького районів Полтавської області. Адміністративний центр — селище Нова Галещина.
Площа громади — 59,23 км², населення — 3530 мешканців (2018).
Утворена 19 вересня 2016 року шляхом об'єднання Новогалещинської селищної ради Козельщинського району та Бондарівської сільської ради Кременчуцького району.
12 червня 2020 року, відповідно до розпорядження Кабінету Міністрів України № 721-р «Про визначення адміністративних центрів та затвердження територій територіальних громад Полтавської області», до складу Новогалещинської селищної громади увійшли також населені пункти Василівської та Пісківської сільських рад Козельщинського району.
19 липня 2020 року, в результаті адміністративно — територіальної реформи та ліквідації Козельщинського району, громада увійшла до складу новоутвореного Кременчуцького району.

## Населені пункти
До складу громади входять 1 селище (Нова Галещина) і 16 сіл: Бондарі, Бутенки, Василенки, Василівка, Велика Безуглівка, Вишняки, Гайове, Горбані, Заруддя, Йосипівка, Книшівка, Олександрівка, Остапці, Піски, Ревівка та Трудовик.